# Międzyrzecze (Orneta)
Międzyrzecze (deutsch Bollgudden) war ein Ort in der polnischen Woiwodschaft Ermland-Masuren. Seine Ortsstelle befindet sich im Gebiet der Stadt-und-Land-Gemeinde Orneta (Wormditt) im Powiat Lidzbarski (Kreis Heilsberg).
Die Ortsstelle von Międzyrzecze liegt im Nordwesten der Woiwodschaft Ermland-Masuren, 40 Kilometer südöstlich der früheren Kreisstadt Braunsberg (polnisch Braniewo) bzw. 18 Kilometer westlich der heutigen Kreismetropole Lidzbark Warmiński (deutsch Heilsberg).
Die Bollgudden genannte Försterei am Ostrand des einstigen Wormditter Stadtwalds gehörte vor 1945 als Wohnplatz zur Stadt Wormditt im ostpreußischen Kreis Braunsberg. Im Jahre 1905 zählte sie sechs Einwohner.
Im Rahmen der Abtretung des gesamten südlichen Ostpreußen an Polen im Jahre 1945 erhielt Bollgudden die polnische Namensform Bałgudy, wurde dann aber in „Międzyrzecze“ umbenannt. Der Ort war eine Leśniczówka (= „Waldsiedlung“), verlor dann aber wohl an Bedeutung und fand keine Erwähnung mehr. Heute gilt der Ort als untergegangen. Seine kaum noch wahrnehmbare Ortsstelle liegt im Gebiet der Gmina Orneta im Powiat Lidzbarski in der Woiwodschaft Ermland-Masuren.
Bollgudden war kirchlich nach Wormditt eingepfarrt: zu dortigen römisch-katholischen Kirche im damaligen Bistum Ermland sowie in die evangelische Kirche Wormditt in der Kirchenprovinz Ostpreußen der Kirche der Altpreußischen Union.
Die Ortsstelle der Leśniczówka Międzyrzecze resp. Försterei Bollgudden ist von Kaszuny (Kaschaunen) aus auf Landwegen zu erreichen.